# Rambla de Sant Joan
La rambla de Sant Joan, anteriorment anomenada riera de Sant Joan o de Sant Jeroni i també camí del Fondo de Santa Coloma, és un carrer de Badalona.
Té els seus orígens en un antic camí que seguia el traçat de la Riera de Sant Jeroni, anomenada Riera de Sant Joan en aquesta part, actualment canalitzada i coberta, i actualment ha esdevingut un dels principals eixos viaris de la ciutat, que connecta diversos barris. La rambla va des de la plaça de l'Alcalde Xifré fins al carrer de Liszt, no forma part de cap barri completament en cap dels seus trams, doncs serveix de frontera de barris molt diversos: de Coll i Pujol i el Raval, de Sant Crist de Can Cabanyes i Nova Lloreda, i finalment de Lloreda amb Puigfred i Montigalà.
La primera menció amb el seu nom actual, si bé com a riera, data de 1873, que dugué fins a la Segona República Espanyola, moment en què va dur el nom de Daniel Samsó, un dels impulsors de l'obra de Clavé, a petició de les societats corals La Badalonense i Els Ocellets. Posteriorment a la Guerra Civil espanyola, durant el franquisme el 1961 se li donà el nom de camí del Fondo de Santa Coloma i, el seu nom definitiu se li va donar el 9 de desembre de 1972.
La rambla actual segueix, en paral·lel el traçat de la riera de Sant Joan o de Sant Jeroni, el que era un antic camí anomenat del Fondo, que conduïa a la població de Santa Coloma de Gramenet. En la seva part alta els terrenys adjacents són més accidentats, la riera va erosionar el terreny, com fou el cas del turó d'en Peixau, on s'assenta avui el barri de Sant Crist. Antigament els terrenys pròxims eren conreus de vinya, garrofers, blat i altres cultius de regadiu, hi hagué diverses masies com Can Lloreda, Can Sunyol, o l'encara existent Can Cabanyes, molt lligada tradicionalment a la riera, amb la petita capella del Sant Crist a la seva entrada. Amb els anys al seu voltant hi han anat naixent diversos barris en moments històrics distints i, per tant, amb característiques morfològiques molt diferents. La seva canalització es feu durant el primer terç del segle xx, com la de les altres rieres del terme municipal, unes obres que foren molt criticades pels badalonins durant els anys trenta. A causa de la seva importància com a eix viari, a partir de 1990 una part del seu traçat forma part de l'anomenada ronda del Mig, que serveix per connectar els barris de Badalona més aïllats, a través de grans avingudes. Les transformacions derivades de la designació com a subseu de la ciutat de Badalona als Jocs Olímpics de 1992 i del polígon de Montigalà, una bona part dels terrenys annexos esdevingueren verd urbà del parc de Montigalà, així com el parc de les Muntanyetes, més tardà, construït en dues fases l'any 2003.